# Steubenbrücke
Die Steubenbrücke ist ein Brückenbauwerk in Nürnberg. Sie überbrückt beide Pegnitzarme vor deren Eintritt in die Altstadt, und damit auch die Insel Schütt in deren östlichen Bereich, und befindet sich vor der Ostseite der äußeren Stadtmauer aus der zweiten Hälfte des 15. Jahrhunderts.  

## Geschichte

### Steubenbrücke
Die erste Steubenbrücke wurde 1847 unter dem Nürnberger Stadtbaurat Bernhard Solger erbaut. Pläne des 19. Jahrhunderts, die ursprünglich zwei Brücken nach Theodor von  Cramer-Klett und Bürgermeister Christoph von Seiler zu benennen, wurden 1894 endgültig abgelehnt. Amtlicherseits wurde die Bezeichnung 'Kasemattenbrücken'  bevorzugt. Die zwischen Laufertorgraben und Marientorgraben liegende Überbrückung des Pegnitztals wurde 1930 erheblich verbreitert und auf Anregung der amerikanischen Steuben-Gesellschaft nach dem deutsch-amerikanischen General Friedrich Wilhelm von Steuben (1730–94) umbenannt.

### Franz-Josef-Strauß-Brücke
Die verkehrstechnische Entwicklung nach dem Zweiten Weltkrieg erforderte östlich der Steubenbrücke eine weitere Überquerung des Pegnitztals: Die 1962 eingeweihte Neue Steubenbrücke für den Verkehrsfluss in Süd-Nord-Richtung. 1989 wurde diese zu Ehren des im Amt verstorbenen bayerischen Ministerpräsidenten (seit 1978) Franz Josef Strauß (1915–1988) in Franz-Josef-Strauß-Brücke umbenannt.